# Extreme Makeover
Extreme Makeover fue un programa de la cadena de televisión ABC.

## Contenido
En este reality show, individuos voluntarios recibían un importante cambio en su apariencia a través de su paso por cirujanos plásticos, oftalmólogos, odontólogos, otorrinos, dietistas, nutricionistas . 
El programa se comenzó a emitir en el año 2002 y fue cancelado el 15 de mayo del 2007.

## Adaptaciones internacionales
- Argentina: Extreme Makeover
- Australia: Nine Network
- Bulgaria: Пълна промяна.
- Colombia: Cambio Extremo
- España: Cambio radical
- Estonia: Totaalne muutumine
- Finlandia: Hurja Muodonmuutos
- Francia: Relooking Extreme
- Alemania: Das Hausbau-Kommando
- Panamá: Cambio Radical
- Polonia: Dom nie do poznania
- Portugal: Reconstrução total
- Rusia: Возможности пластической хирургии
- Serbia: Ekstremni preobražaj
- Eslovenia: Popolna preobrazba
- Turquía: Beni Baştan Yarat'
- Reino Unido: Extreme Makeover